# 179
Het jaar 179 is het 79e jaar in de 2e eeuw volgens de christelijke jaartelling.

## Gebeurtenissen

### Balkan
- Keizer Marcus Aurelius onderwerpt de Marcomannen, een Romeins expeditieleger (6 legioenen) verslaat de Quadi bij Trenčín (huidige Slowakije).

### Klein-Azië
- Bardaisan, een Syrische edelman, wordt in Edessa bekeerd tot het christendom en schrijft zijn boekwerk: "Het boek van de Wetten der Landen".

### China
- In China verschijnt het wiskundige boek: De Negen Hoofdstukken van de Wiskundige Kunst, samengesteld door geleerden uit de Han-dynastie.

## Geboren
- Sima Yi, Chinees veldheer en staatsman (overleden 251)